# Selección femenina de fútbol de China
La selección femenina de fútbol de China (chino: 中国国家女子足球队; pinyin: Zhōngguó Guójiā Nǚzǐ Zúqiú Duì), es el equipo formado por jugadoras profesionales que representa a China en las competiciones de fútbol femenino organizadas por la AFC y la FIFA.
En el primer mundial de 1991, llegaron a los cuartos de final en donde perdieron 1-0 ante Suecia. En su segundo participación en 1995 alcanzaron el Cuarto Puesto, tras perder 1-0 contra Alemania en la semifinal, y 2-0 contra Estados Unidos en el partido por el tercer puesto.
Los mayores éxitos deportivos llegarían en 1996, cuando lograron la medalla de plata en los Juegos Olímpicos de Atlanta 1996, y en la Copa Mundial de 1999, quedando subcampeonas tras perder en la gran final 5-4 contra Estados Unidos.
Sin embargo, se ha producido una gran declive en el siglo XXI para las chinas, en el mundial del 2003 cayeron en cuartos frente a Canadá por 1-0. En el mundial de 2007, competición en la cual fueron locales, volvieron a perder en cuartos de final por 1-0, esta vez frente a Noruega. En los Juegos Olímpicos, China cayó en fase de grupos en los años 2000 y 2004, y fueron eliminadas por Japón en cuartos de final en 2008. Por último, no pudieron clasificar a la Copa Mundial de 2011 ni a los Juegos Olímpicos de 2012.
En la Copa Mundial de 2015, China quedó eliminada en cuartos de final al perder 1-0 ante el eventual equipo campeón, Estados Unidos.
Por otra parte, China ha dominado la Copa Asiática, en la que ha obtenido nueve campeonatos, dos subcampeonatos y dos oportunidades terminó como tercero.

## Estadísticas

### Copa Mundial Femenina de Fútbol
| Mundial Femenino de la FIFA    |                  |                 |                 |                 |                 |                 |                 |                 |
| Año                            | Ronda            | Posición        | PJ              | PG              | PE              | PP              | GF              | GC              |
| China 1991                     | Cuartos de final | 5.ª             | 4               | 2               | 1               | 1               | 10              | 4               |
| Suecia 1995                    | Semifinal        | 4.ª             | 6               | 2               | 2               | 2               | 11              | 10              |
| Estados Unidos 1999            | Subcampeón       | 2.ª             | 6               | 5               | 1               | 0               | 19              | 2               |
| Estados Unidos 2003            | Cuartos de final | 6.ª             | 4               | 2               | 1               | 1               | 3               | 2               |
| China 2007                     | Cuartos de final | 5.ª             | 4               | 2               | 0               | 2               | 5               | 7               |
| Alemania 2011                  | No se clasificó  | No se clasificó | No se clasificó | No se clasificó | No se clasificó | No se clasificó | No se clasificó | No se clasificó |
| Canadá 2015                    | Cuartos de final | 8.ª             | 5               | 2               | 1               | 2               | 4               | 4               |
| Francia 2019                   | Octavos de final | 14.ª            | 4               | 1               | 1               | 2               | 1               | 3               |
| Australia y Nueva Zelanda 2023 | Fase de grupos   | 23.ª            | 3               | 1               | 0               | 2               | 2               | 7               |
| Total                          | 7/8              | 6º              | 36              | 17              | 7               | 12              | 55              | 39              |

### Fútbol en los Juegos Olímpicos
| Año   | Ronda            | Posición         | PJ | PG | PE | PP | GF | GC |
| ----- | ---------------- | ---------------- | -- | -- | -- | -- | -- | -- |
| 1996  | Finalista        | Medalla de Plata | 5  | 3  | 1  | 1  | 11 | 5  |
| 2000  | Primera fase     | 5º               | 3  | 1  | 1  | 1  | 5  | 4  |
| 2004  | Primera fase     | 9º               | 2  | 0  | 1  | 1  | 1  | 9  |
| 2008  | Cuartos de final | 5º               | 4  | 2  | 1  | 1  | 5  | 4  |
| 2012  | No clasificó     |                  |    |    |    |    |    |    |
| 2016  | Cuartos de final | 8º               | 4  | 1  | 1  | 2  | 2  | 4  |
| 2020  | Primera fase     | 10º              | 3  | 0  | 1  | 2  | 6  | 17 |
| Total |                  | 5/6              | 21 | 7  | 6  | 8  | 30 | 43 |

### Copa Asiática Femenina de la AFC
| Campeonato Femenino de la AFC    |            |            |            |            |            |            |            |            |
| Año                              | Ronda      | Posición   | PJ         | PG         | PE         | PP         | GF         | GC         |
| Hong Kong 1975                   | No existía | No existía | No existía | No existía | No existía | No existía | No existía | No existía |
| República de China 1977          | No existía | No existía | No existía | No existía | No existía | No existía | No existía | No existía |
| India 1979                       | No existía | No existía | No existía | No existía | No existía | No existía | No existía | No existía |
| Hong Kong 1981                   | No existía | No existía | No existía | No existía | No existía | No existía | No existía | No existía |
| Tailandia 1983                   | No existía | No existía | No existía | No existía | No existía | No existía | No existía | No existía |
| Hong Kong 1986                   | Final      | 1.ª        | 4          | 4          | 0          | 0          | 23         | 0          |
| Hong Kong 1989                   | Final      | 1.ª        | 5          | 5          | 0          | 0          | 16         | 2          |
| Japón 1991                       | Final      | 1.ª        | 5          | 5          | 0          | 0          | 29         | 1          |
| Malasia 1993                     | Final      | 1.ª        | 5          | 4          | 1          | 0          | 20         | 2          |
| Malasia 1995                     | Final      | 1.ª        | 5          | 5          | 0          | 0          | 46         | 0          |
| China 1997                       | Final      | 1.ª        | 5          | 5          | 0          | 0          | 39         | 1          |
| Filipinas 1999                   | Final      | 1.ª        | 6          | 6          | 0          | 0          | 47         | 2          |
| República de China 2001          | Semifinal  | 3.ª        | 5          | 4          | 0          | 1          | 40         | 3          |
| Tailandia 2003                   | Final      | 2.ª        | 5          | 4          | 0          | 1          | 33         | 3          |
| Copa Asiática Femenina de la AFC |            |            |            |            |            |            |            |            |
| Australia 2006                   | Final      | 1.ª        | 5          | 3          | 1          | 1          | 7          | 3          |
| Vietnam 2008                     | Final      | 2.ª        | 5          | 3          | 0          | 2          | 10         | 5          |
| China 2010                       | Semifinal  | 4.ª        | 5          | 2          | 1          | 2          | 6          | 3          |
| Vietnam 2014                     | Semifinal  | 3.ª        | 5          | 3          | 1          | 1          | 13         | 3          |
| Jordania 2018                    | Semifinal  | 3.ª        | 5          | 4          | 0          | 1          | 19         | 5          |
| India 2022                       | Final      | 1.ª        | 5          | 4          | 1          | 0          | 19         | 6          |
| Total                            | 15/20      | -          | 75         | 61         | 5          | 9          | 367        | 39         |

### Fútbol femenino en los Juegos Asiáticos
| Sede / Año | Resultado    | PJ | G  | E | P | GF  | GC | DG   |
| ---------- | ------------ | -- | -- | - | - | --- | -- | ---- |
| 1990       | Campeones    | 5  | 5  | 0 | 0 | 26  | 0  | +26  |
| 1994       | Campeones    | 4  | 3  | 1 | 0 | 10  | 1  | +9   |
| 1998       | Campeones    | 5  | 5  | 0 | 0 | 28  | 0  | +28  |
| 2002       | Finalista    | 5  | 3  | 2 | 0 | 11  | 3  | +8   |
| 2006       | Tercer lugar | 5  | 3  | 0 | 2 | 22  | 4  | +18  |
| 2010       | Cuarto lugar | 5  | 2  | 1 | 2 | 11  | 4  | +7   |
| 2014       | Quinto lugar | 4  | 2  | 1 | 1 | 9   | 1  | +8   |
| 2018       | Finalista    | 6  | 5  | 0 | 1 | 31  | 1  | +30  |
| Total      | 8/8          | 39 | 28 | 5 | 6 | 149 | 14 | +135 |

### Campeonato de Asia Oriental
| Sede / Año | Resultado      | PJ             | G              | E              | P              | GF             | GC             | DG             |
| ---------- | -------------- | -------------- | -------------- | -------------- | -------------- | -------------- | -------------- | -------------- |
| 2005       | Cuarto lugar   | 3              | 0              | 1              | 2              | 0              | 3              | −3             |
| 2008       | Tercer lugar   | 3              | 1              | 1              | 1              | 3              | 5              | −2             |
| 2010       | Finalista      | 3              | 2              | 0              | 1              | 5              | 3              | 2              |
| 2013       | Cuarto lugar   | 6              | 4              | 0              | 2              | 12             | 5              | 7              |
| 2015       | Cuarto lugar   | 3              | 0              | 0              | 3              | 2              | 6              | −4             |
| 2017       | Tercer lugar   | 3              | 1              | 0              | 2              | 3              | 4              | −1             |
| 2019       | Tercer lugar   | 6              | 4              | 1              | 1              | 19             | 3              | 16             |
| 2022       | Por disputarse | Por disputarse | Por disputarse | Por disputarse | Por disputarse | Por disputarse | Por disputarse | Por disputarse |
| Total      | 7/7            | 24             | 12             | 3              | 12             | 44             | 29             | 25             |

## Palmarés
- Copa Mundial Femenina de Fútbol
  - Finalista: 1999
- Juegos Olímpicos
  - Medalla de plata, 1996
- Copa Asiática Femenina de la AFC
  - Campeón: 1986, 1989, 1991, 1993, 1995, 1997, 1999, 2006, 2022
- Fútbol femenino en los Juegos Asiáticos
  - Campeón: 1990, 1994, 1998
- Campeonato de Asia Oriental
  - Finalista: 2010
- Copa de Algarve
  - Campeón: 1999, 2002[1]
- Four Nations Tournament
  - Campeón: 2005, 2009, 2014, 2016, 2017, 2018, 2019
- Yongchuan International Tournament
  - Campeón: 2015, 2016, 2018
- Albena Cup
  - Campeón: 1990
- Copa de Australia
  - Campeón: 2003

## Jugadoras

### Última convocatoria
Jugadoras convocadas para la Copa Mundial de 2023.
Entrenadora:  Shui Qingxia
| No. | Pos. | Jugadora      | Fecha de nacimiento (edad)        | Apa. | Goles | Club                      |
| --- | ---- | ------------- | --------------------------------- | ---- | ----- | ------------------------- |
| 1   | POR  | Zhu Yu        | 23 de julio de 1997 (25 años)     |      |       | Wuhan Jianghan University |
| 2   | DEF  | Li Mengwen    | 28 de marzo de 1995 (28 años)     |      |       | Jiangsu                   |
| 3   | DEF  | Dou Jiaxing   | 29 de febrero de 2000 (23 años)   |      |       | Jiangsu                   |
| 4   | DEF  | Wang Linlin   | 4 de agosto de 2000 (22 años)     |      |       | Shanghai Shengli          |
| 5   | DEF  | Wu Haiyan     | 26 de febrero de 1993 (30 años)   |      |       | Wuhan Jianghan University |
| 6   | MED  | Zhang Xin     | 23 de mayo de 1992 (31 años)      |      |       | Shanghai Shengli          |
| 7   | DEL  | Wang Shuang   | 23 de enero de 1995 (28 años)     |      |       | Racing Louisville FC      |
| 8   | DEF  | Yao Wei       | 1 de septiembre de 1997 (25 años) |      |       | Wuhan Jianghan University |
| 9   | MED  | Shen Mengyu   | 19 de agosto de 2001 (21 años)    |      |       | Celtic                    |
| 10  | MED  | Zhang Rui     | 17 de enero de 1989 (34 años)     |      |       | Wuhan Jianghan University |
| 11  | DEL  | Wang Shanshan | 27 de enero de 1990 (33 años)     |      |       | Wuhan Jianghan University |
| 12  | POR  | Xu Huan       | 6 de marzo de 1999 (24 años)      |      |       | Jiangsu                   |
| 13  | MED  | Yang Lina     | 13 de abril de 1994 (29 años)     |      |       | Shanghai Shengli          |
| 14  | DEF  | Lou Jiahui    | 26 de mayo de 1991 (32 años)      |      |       | Henan Jianye              |
| 15  | DEF  | Chen Qiaozhu  | 8 de septiembre de 1999 (23 años) |      |       | Guangzhou                 |
| 16  | MED  | Yao Lingwei   | 5 de diciembre de 1995 (27 años)  |      |       | Wuhan Jianghan University |
| 17  | MED  | Wu Chengshu   | 26 de agosto de 1996 (26 años)    |      |       | Canberra United           |
| 18  | DEL  | Tang Jiali    | 16 de marzo de 1995 (28 años)     |      |       | Shanghai Shengli          |
| 19  | MED  | Zhang Linyan  | 16 de enero de 2001 (22 años)     |      |       | Wuhan Jianghan University |
| 20  | DEL  | Xiao Yuyi     | 10 de enero de 1996 (27 años)     |      |       | Shanghai Shengli          |
| 21  | MED  | Gu Yasha      | 28 de noviembre de 1990 (32 años) |      |       | Wuhan Jianghan University |
| 22  | POR  | Pan Hongyan   | 30 de diciembre de 2004 (18 años) |      |       | Beijing                   |
| 23  | DEF  | Gao Chen      | 11 de agosto de 1992 (30 años)    |      |       | Changchun Dazhong Zhuoyue |